# Вардев, Михаил
Михаил Костадинов Вардев — болгарский революционер, член ВМОРО в Петриче.

## Биография
Вардев родился в 1881 году в городе Петрич, то в Османской империи, (сегодняшняя в Болгария), в семействе принимавшем участие в национально-освободительной борьбе. Учился в средней школе в родном городе. Его учителями были члены ВМОРО Тома Митов и Александр Унев. Работал портным. В 1901 году он стал полноправным членом ВМОРО. В 1906 году он был избран в руководство революционным комитетом в Петрич. 6 февраля 1908 был делегатом районной конференции ВМОРО в Долна-Рибница. Погиб вместе с лидером, Манушем Георгиевым, в сражении с турецкими войсками на следующий день.